# Saison 2014 de la WSA
La saison 2014 de l'Association internationale des joueuses de squash (ou WSA World Tour 2014), est constituée d'une centaine de tournois organisés par la WSA, dont quatre World Series et le prestigieux championnat du monde organisé en décembre.

## Calendrier 2014 des tournois
Ce calendrier recense tous les tournois de catégorie : World Open, World Series, Gold.

### World Championship
| Tournoi                                                                               | Date                | Championne                                | Finaliste         | Demi-finalistes                 | Quart de finaliste                                     |
| ------------------------------------------------------------------------------------- | ------------------- | ----------------------------------------- | ----------------- | ------------------------------- | ------------------------------------------------------ |
| Championnats du monde 2014 Le Caire, Égypte Championnats du monde 150 000 $ - tableau | 15–20 décembre 2014 | Nicol David 5–11, 11–8, 7–11, 14–12, 11–5 | Raneem El Weleily | Alison Waters Omneya Abdel Kawy | Laura Massaro Camille Serme Low Wee Wern Nour El Tayeb |

### World Series
| Tournoi                                                                         | Date               | Championne                                      | Finaliste        | Demi-finalistes                 | Quart de finaliste                                      |
| ------------------------------------------------------------------------------- | ------------------ | ----------------------------------------------- | ---------------- | ------------------------------- | ------------------------------------------------------- |
| British Open 2014 Hull, Angleterre World Series Platinum 100 000 $ - tableau    | 11–18 mai 2014     | Nicol David 8–11, 11–5, 11–7, 11–8              | Laura Massaro    | Raneem El Weleily Alison Waters | Joelle King Low Wee Wern Omneya Abdel Kawy Sarah Kippax |
| Malaysian Open 2014 Kuala Lumpur, Malaisie World Series Gold 70 000 $ - tableau | 18–23 août 2014    | Raneem El Weleily 7–11, 11–3, 12–10, 2–11, 11–7 | Nour El Tayeb    | Nicol David Amanda Sobhy        | Annie Au Madeline Perry Sarah-Jane Perry Habiba Mohamed |
| Hong Kong Open 2014 Hong Kong, China World Series Gold 77 000 $ - tableau       | 27–31 août 2014    | Nicol David 11–4, 12–10, 11–8                   | Nour El Tayeb    | Laura Massaro Amanda Sobhy      | Camille Serme Alison Waters Rachael Grinham Joey Chan   |
| US Open 2014 Philadelphie, États-Unis World Series Platinum 115 000 $ - tableau | 13–18 octobre 2014 | Nicol David 11–5, 12–10, 12–10                  | Nour El Sherbini | Raneem El Weleily Camille Serme | Laura Massaro Alison Waters Low Wee Wern Yathreb Adel   |

### Gold 50
| Tournoi                                                                      | Date                          | Championne                                 | Finaliste         | Demi-finalistes                 | Quart de finaliste                                              |
| ---------------------------------------------------------------------------- | ----------------------------- | ------------------------------------------ | ----------------- | ------------------------------- | --------------------------------------------------------------- |
| Tournament of Champions 2014 New York, États-Unis Gold 50 50 000 $ - tableau | 18–24 janvier 2014            | Nicol David 11–4, 13–11, 11–8              | Laura Massaro     | Alison Waters Camille Serme     | Joelle King Low Wee Wern Madeline Perry Sarah-Jane Perry        |
| Cleveland Classic 2014 Cleveland, États-Unis Gold 50 50 000 $ - tableau      | 30 janvier – 4 février 2014   | Nicol David 13–11, 11–5, 11–6              | Annie Au          | Alison Waters Nour El Tayeb     | Laura Massaro Raneem El Weleily Camille Serme Omneya Abdel Kawy |
| Windy City Open 2014 Chicago, États-Unis Gold 50 50 000 $ - tableau          | 28 février – 3 mars 2014      | Laura Massaro 9–11, 11–8, 11–9, 3–11, 11–6 | Raneem El Weleily | Joelle King Camille Serme       | Alison Waters Low Wee Wern Annie Au Emma Beddoes                |
| Open du Texas 2014 Dallas, États-Unis Gold 50 50 000 $ - tableau             | 8–13 avril 2014               | Nour El Sherbini 11–7, 5–11, 11–7, 11–8    | Dipika Pallikal   | Madeline Perry Camille Serme    | Low Wee Wern Rachael Grinham Nicolette Fernandes Emma Beddoes   |
| Open de Chine 2014 Shanghai, Chine Gold 50 50 000 $ - tableau                | 2–7 septembre 2014            | Low Wee Wern 11–8, 11–6, 8–11, 8–11, 12–10 | Camille Serme     | Nouran Gohar Salma Hany         | Annie Au Dipika Pallikal Jenny Duncalf Sarah Kippax             |
| Carol Weymuller Open 2014 Brooklyn, États-Unis Gold 50 50 000 $ - tableau    | 30 septembre – 6 octobre 2014 | Alison Waters 9–11, 12–10, 11–5, 12–10     | Omneya Abdel Kawy | Laura Massaro Raneem El Weleily | Emma Beddoes Nicolette Fernandes Nour El Tayeb Salma Hany       |
| Open de Macao 2014 Macao, Chine Gold 50 50 000 $ - tableau                   | 21–26 octobre 2014            | Nicol David 11–8, 11–2, 11–8               | Raneem El Weleily | Rachael Grinham Jenny Duncalf   | Annie Au Sarah-Jane Perry Emma Beddoes Delia Arnold             |

### Silver 35
| Tournoi                                                                   | Date               | Championne                                | Finaliste    | Demi-finalistes       | Quart de finaliste                                              |
| ------------------------------------------------------------------------- | ------------------ | ----------------------------------------- | ------------ | --------------------- | --------------------------------------------------------------- |
| Open de Greenwich 2014 Greenwich, États-Unis Silver 35 35 000 $ - tableau | 22–24 janvier 2014 | Joelle King 11–6, 9–11, 8–11, 12–10, 11–8 | Low Wee Wern | Annie Au Amanda Sobhy | Nour El Sherbini Sarah-Jane Perry Nicolette Fernandes Joey Chan |

### Silver 25
| Tournoi                                                                | Date                 | Championne                                  | Finaliste         | Demi-finalistes                  | Quart de finaliste                                          |
| ---------------------------------------------------------------------- | -------------------- | ------------------------------------------- | ----------------- | -------------------------------- | ----------------------------------------------------------- |
| Granite Open 2014 Toronto, Canada Silver 25 25 000 $ - tableau         | 2–7 mars 2014        | Amanda Sobhy 11–5, 11–9, 11–5               | Omneya Abdel Kawy | Rachael Grinham Sarah-Jane Perry | Line Hansen Sarah Kippax Samantha Cornett Tesni Evans       |
| Hong Kong FC International 2014 Hong Kong, China Silver 25 25 000 $    | 19–24 mai 2014       | Amanda Sobhy 11–6, 11–2, 11–9               | Rachael Grinham   | Nicolette Fernandes Salma Hany   | Joey Chan Donna Urquhart Heba El Torky Delia Arnold         |
| Atlantis Open 2014 Alexandrie, Égypte Silver 25 25 000 $               | 16–21 septembre 2014 | Habiba Mohamed 11–13, 11–8, 11–5, 11–7      | Nour El Tayeb     | Omneya Abdel Kawy Line Hansen    | Nouran Gohar Salma Hany Lucie Fialová Milou van der Heijden |
| Monte-Carlo Squash Classic 2014 Monte Carlo, Monaco Silver 25 25 000 $ | 4–7 novembre 2014    | Nouran Gohar 15–13, 10–12, 11–7, 7–11, 11–9 | Omneya Abdel Kawy | Dipika Pallikal Habiba Mohamed   | Camille Serme Madeline Perry Aisling Blake Mariam Metwally  |

## Top 10 mondial 2014
| Rank | 2014              | 2014      |
| ---- | ----------------- | --------- |
| 1    | Nicol David       | 3 398,120 |
| 2    | Laura Massaro     | 2 088,530 |
| 3    | Raneem El Weleily | 1 984,120 |
| 4    | Nour El Sherbini  | 1 362,310 |
| 5    | Alison Waters     | 1 248,890 |
| 6    | Camille Serme     | 1 084,130 |
| 7    | Low Wee Wern      | 1 033,160 |
| 8    | Nour El Tayeb     | 1 000,500 |
| 9    | Annie Au          | 857,250   |
| 10   | Omneya Abdel Kawy | 788,571   |

## Retraites
Ci-dessous, la liste des joueuses notables (gagnants un titre majeur ou ayant fait partie du top 30 pendant au moins un mois) ayant annoncé leur retraite du squash professionnel, devenus inactives ou ayant été bannies durant la saison 2014:
- Kasey Brown, née le 1er août 1985 à Taree, rejoint le pro tour en 2002, atteignant le rang de 5e mondiale en décembre 2011. Elle gagne 11 titres WSA World Tour dont the Greenwich Open in 2011 et l'Australian Open en 2006. Elle atteint la finale de l'US Open 2011,le plus bel exploit de sa carrière. Elle se retire en octobre 2014 après une dernière participation à l'US Open de squash 2014[2].
- Manuela Manetta, née le 6 juin 1983 à Parme, rejoint le pro tour en 2002, atteignant le rang de 25e mondiale en décembre 2007[3].